# Temporada 2009 del Campeonato de España de Rally
La temporada 2009 fue la edición 53.º del Campeonato de España de Rally. Empezó el 28 de marzo en el Rally La Vila Joiosa y finalizó el 29 de noviembre con el Rally Shalymar. El título se lo llevaron los hermanos Sergio y Diego Vallejo a bordo de un Porsche 911 GT3, primera vez que ganaban el certamen. Vencieron en cinco de las once pruebas disputadas.

## Calendario
El calendario contaba con once pruebas. El Rally Príncipe de Asturias era también puntuable para el IRC.
| N.º | Fecha               | Prueba                                      | Series | Resultados |
| --- | ------------------- | ------------------------------------------- | ------ | ---------- |
| 1   | 28-29 de marzo      | 19.º Rallye La Vila Joiosa                  |        | Resultados |
| 2   | 25-26 de abril      | 33.º Rally Islas Canarias - El Corte Inglés |        | Resultados |
| 3   | 16-17 de mayo       | 31.er Rallye Cantabria Infinita             |        | Resultados |
| 4   | 30-31 de mayo       | 45.º Rallye Rías Baixas Vodafone            |        | Resultados |
| 5   | 20-21 de junio      | 42.º Rally de Ourense                       |        | Resultados |
| 6   | 28-29 de agosto     | 40.º Rally de Ferrol                        |        | Resultados |
| 7   | 12-13 de septiembre | 46.º Rally Príncipe de Asturias             | IRC    | Resultados |
| 8   | 26-27 de septiembre | 33.º Rallye Villa de Llanes                 |        | Resultados |
| 9   | 17-18 de octubre    | 27.º Rallye Sierra Morena                   |        | Resultados |
| 10  | 7-8 de noviembre    | 57.º Rally Costa Brava                      |        | Resultados |
| 11  | 28-29 de noviembre  | 19.º Rally RACE Shalymar - Madrid           |        | Resultados |

## Equipos
| Equipo                      | Vehículo                       | Piloto                | Copiloto             | Rondas             |
| Equipos oficiales           | Equipos oficiales              | Equipos oficiales     | Equipos oficiales    | Equipos oficiales  |
| --------------------------- | ------------------------------ | --------------------- | -------------------- | ------------------ |
| Abarth & Co. SpA            | Fiat Abarth Grande Punto S2000 | Miguel Ángel Fuster   | José Vicente Medina  | 7                  |
| Subaru Rally Team Spain     | Subaru Impreza STi             | Enrique García Ojeda  | Jordi Barrabés       | 1-4, 7-8, 11       |
| Subaru Rally Team Spain     | Subaru Impreza STi             | Enrique García Ojeda  | Óscar Sánchez        | 6                  |
| Subaru Rally Team Spain     | Subaru Impreza STi             | Mario Ceballos        | Borja Rozada         | 1, 3-4, 6-8, 10-11 |
| Subaru Rally Team Spain     | Subaru Impreza STi             | Alberto Monarri       | Alberto Chamorro     | 6, 8-9, 11         |
| Equipos privados            |                                |                       |                      |                    |
| A.I.A                       | Porsche 997 GT3 RS 3.6         | Miguel Ángel Fuster   | José Vicente Medina  | 1-6, 8-10          |
| Escudería Ourense           | Porsche 997 GT3 RS 3.6         | Sergio Vallejo        | Diego Vallejo        | 1-11               |
| Escudería Ourense           | Mitsubishi Lancer Evo X        | Xavi Pons             | Álex Haro            | 1-8, 10-11         |
| Escudería Ourense           | Porsche 997 GT3 RS 3.6         | Xavi Pons             | Álex Haro            | 9                  |
| Escudería Ferrol            | Škoda Fabia S2000              | Alberto Hevia         | Alberto Iglesias Pin | 6                  |
| A.C. Principado de Asturias | Škoda Fabia S2000              | Alberto Hevia         | Alberto Iglesias Pin | 7-8, 10-11         |
| A.C. Principado de Asturias | Citroën C2 GT                  | Jonathan Pérez Suárez | Enrique Velasco      | 2                  |
| A.C. Principado de Asturias | Renault Clio R3                | Jonathan Pérez Suárez | Enrique Velasco      | 3-11               |
| Escudería Costa Brava       | Renault Clio R3                | Joan Vinyes           | Jordi Mercader       | 1, 3, 5-7, 9-11    |
| Shalymar Competición        | Mitsubishi Lancer Evo IX       | Alberto Monarri       | Alberto Chamorro     | 1, 3-4             |

## Resultados

### Campeonato de pilotos
| Pos. | Piloto                | VLJ | CNR | CAN | RBX | ORN | FRR | PRA | VLL | SRM | CBR | MAD | Puntos |
| ---- | --------------------- | --- | --- | --- | --- | --- | --- | --- | --- | --- | --- | --- | ------ |
| 1.   | Sergio Vallejo        | Ret | 1   | Ret | 32  | 1   | 2   | 1   | Ret | 1   | 4   | 1   | 267    |
| 2.   | Xavi Pons             | 2   | 4   | 2   | 2   | 2   | Ret | 4   | 4   | 2   | 3   | 2   | 225    |
| 3.   | Enrique García Ojeda  | 4   | 5   | 1   | 3   |     | 3   | 2   | 3   |     |     | 3   | 222,5  |
| 4.   | Alberto Hevia         |     |     |     |     |     | 1   | 3   | 1   |     | 2   | 4   | 170,5  |
| 5.   | Miguel Ángel Fuster   | 1   | 2   | 4   | 1   | Ret | Ret | Ret | 2   | Ret | Ret |     | 170    |
| 6.   | Joan Vinyes           | Ret |     | 3   |     | 8   | 6   | 5   |     | 5   | 7   | Ret | 147,5  |
| 7.   | Alberto Monarri       | 6   |     | Ret | 4   |     | 5   |     | 5   | 4   |     | 5   | 140    |
| 8.   | Jonathan Pérez Suárez | 9   | 12  | 9   | 7   | Ret | 8   | 6   | 8   | 10  | 9   | 6   | 139    |
| 9.   | Miguel Arias          | 8   |     | 7   | Ret | 11  | Ret | 8   | 9   | 7   |     | 11  | 125,5  |
| 10.  | Francisco Cima        | 7   | Ret | 12  | Ret | 12  | 10  | 7   | Ret | 9   |     | 9   | 116,5  |

### Campeonato de marcas
| Pos. | Nombre     | Puntos |
| ---- | ---------- | ------ |
| 1.   | Mitsubishi | 594    |
| 2.   | Subaru     | 477    |
| 3.   | Renault    | 434,5  |
| 4.   | Suzuki     | 273,5  |
| 5.   | Peugeot    | 181    |

### Copa de copilotos
| Pos. | Copiloto             | Puntos |
| ---- | -------------------- | ------ |
| 1.   | Diego Vallejo        | 267    |
| 2.   | Álex Haro            | 225    |
| 3.   | Jordi Barrabés       | 220,5  |
| 4.   | Alberto Iglesias Pin | 170,5  |
| 5.   | José Vicente Medina  | 170    |
| 6.   | Jordi Mercader       | 147,5  |
| 7.   | Alberto Chamorro     | 140    |
| 8.   | Enrique Velasco      | 139    |
| 9.   | Roberto Arias        | 125,5  |
| 10.  | Alejandro Noriega    | 116,5  |

### Copa de clubes/escuderías
| Pos. | Nombre                    | Puntos |
| ---- | ------------------------- | ------ |
| 1.   | Escudería Ourense         | 577    |
| 2.   | A.C.P.A.                  | 546    |
| 3.   | A.I.A.                    | 256    |
| 4.   | Escudería Costa Brava     | 165,5  |
| 5.   | Escudería Rías Baixas     | 161,5  |
| 6.   | Escudería Ferrol          | 114,5  |
| 7.   | Mungia Racing Elkartea    | 100    |
| 8.   | Escudería Avilesina       | 98,5   |
| 9.   | A.D. Clemente Aroyo       | 92,7   |
| 10.  | C.D. Shalymar Competición | 81     |

### Copa de grupo N
| Pos. | Piloto                 | Puntos |
| ---- | ---------------------- | ------ |
| 1.   | Xavier Pons            | 272,5  |
| 2.   | Enrique García Ojeda   | 262,5  |
| 3.   | Alberto Monarri        | 168    |
| 4.   | Mario Ceballos Delgado | 141    |
| 5.   | Esteban Vallín         | 103,5  |

### Trofeo júnior
| Pos. | Piloto                   | Puntos |
| ---- | ------------------------ | ------ |
| 1.   | Jonathan Pérez Suárez    | 272,5  |
| 2.   | Fran Cima                | 240    |
| 3.   | José Antonio Suárez      | 151,5  |
| 4.   | Surhayen Pernía          | 57     |
| 5.   | Yeray Lemes              | 52,5   |
| 6.   | Luis López Pastor        | 27     |
| 7.   | Jonatan Rodríguez Santin | 25     |

### Trofeo vehículos GT
| Pos. | Piloto              | Puntos |
| ---- | ------------------- | ------ |
| 1.   | Sergio Vallejo      | 280    |
| 2.   | Miguel Ángel Fuster | 185    |
| 3.   | Manuel Aviñó        | 57     |
| 4.   | Santiago Concepción | 40,5   |
| 5.   | Xavi Pons           | 30     |

### Trofeo vehículos de producción
| Pos. | Piloto                 | Puntos |
| ---- | ---------------------- | ------ |
| 1.   | Esteban Vallín         | 214,5  |
| 2.   | Pablo Rey              | 182,5  |
| 3.   | Miguel Ángel Blanco    | 143    |
| 4.   | Ángel Luis Romo Prieto | 130,5  |
| 5.   | José Manuel Souto      | 113,5  |

### Trofeo grupo R3
| Pos. | Piloto                | Puntos |
| ---- | --------------------- | ------ |
| 1.   | Jonathan Pérez Suárez | 237    |
| 2.   | Joan Vinyes           | 227,5  |
| 3.   | Miguel Arias          | 214    |
| 4.   | Fran Cima             | 209,5  |
| 5.   | César Palacio         | 138,5  |
| 6.   | Carlos Oliveira       | 124    |
| 7.   | Eugenio Mantecón      | 46     |
| 8.   | Luis Aragonés         | 44     |
| 9.   | David Sayos           | 27     |
| 10.  | David Nafría          | 23     |

### Trofeo vehículos históricos
| Pos. | Piloto                    | Puntos |
| ---- | ------------------------- | ------ |
| 1.   | Germán Gómez Fortes       | 148    |
| 2.   | Vicente Cabanes jr.       | 135    |
| 3.   | Francisco Javier Llinares | 35     |
| 4.   | Fernando Ogando           | 35     |
| 5.   | Antonio Sainz             | 35     |

### Trofeo copilotos femeninos
| Pos. | Piloto            | Puntos |
| ---- | ----------------- | ------ |
| 1.   | Aintzane Goñi     | 105    |
| 2.   | Leticia Rodríguez | 95     |
| 3.   | Esther Álava      | 89     |
| 4.   | Vanessa Valle     | 87     |
| 5.   | Cristina Mosquera | 65     |

### Copa diésel
| Pos. | Piloto         | Puntos |
| ---- | -------------- | ------ |
| 1.   | Raúl Montejano | 35     |

### Mitsubishi Evo Cup
| Pos. | Piloto                  | Puntos |
| ---- | ----------------------- | ------ |
| 1.   | Xavi Pons               | 70     |
| 2.   | Xavier Lujua            | 30     |
| 3.   | Carlos Márquez          | 21     |
| 4.   | Álvaro Muñiz            | 17     |
| 5.   | Alberto Monarri         | 16     |
| 6.   | Víctor Senra            | 16     |
| 7.   | Francisco Javier España | 15     |
| 8.   | Rubén Gracia            | 12     |
| 9.   | Yeray Lemes             | 10     |
| 10.  | Iván Ares               | 10     |

### Clio Cup Renault
| Pos. | Piloto                | Puntos |
| ---- | --------------------- | ------ |
| 1.   | Joan Vinyes           | 117    |
| 2.   | Jonathan Pérez Suárez | 85     |
| 3.   | Miguel Arias Álvarez  | 80     |
| 4.   | Fran Cima             | 78     |
| 5.   | César Palacio Álvarez | 37     |
| 6.   | Carlos Oliveira       | 27     |
| 7.   | Eugenio Mantecón      | 12     |
| 8.   | Luis Aragonés         | 11     |
| 9.   | David Nafría          | 6      |
| 10.  | Jaime San Emeterio    | 0      |

### Copa Suzuki Swift
| Pos. | Piloto              | Puntos |
| ---- | ------------------- | ------ |
| 1.   | Esteban Vallín      | 140    |
| 2.   | Pablo Rey           | 115    |
| 3.   | Miguel Ángel Blanco | 110    |
| 4.   | Manuel Souto        | 75     |
| 5.   | Aitor Fernández     | 67     |
| 6.   | Ángel L. Romo       | 67     |
| 7.   | Jorge González      | 55     |
| 8.   | Miguel García       | 54     |
| 9.   | Cristian Belsa      | 46     |
| 10.  | Mario Zullo         | 45     |